# Nyíregyháza díszpolgárainak listája
Ez a lista Nyíregyháza díszpolgárait sorolja fel.
- Adorján Gusztáv (2016) orvos, a Szabolcs-Szatmár-Bereg Megyei Kórházak és Egyetemi Oktatókórház főigazgatója, a Tiszántúli református egyházkerület főgondnoka
- Balczó András (1991) világ- és olimpiai bajnok öttusázó
- Dr. Balogh Árpád (2000) a Nyíregyházi Főiskola rektora
- Dr. Baja Ferenc (1998) politikus, miniszter
- Bán Ferenc (2002) építészmérnök
- Bárány Frigyes (1997) színművész
- Barta Tibor[1] (2004) főorvos
- Berencsi Gyula (1996) közgazdász, alpolgármester
- Boronkay Ferencné (1996) pedagógus
- Császári János (2006) pedagógus, iskolaigazgató
- Csépányi Ferenc (1989) római katolikus főesperes
- Gajdos László (2005) kht-ügyvezető
- Dr. Kállay Kristóf (2001)
- Dr. Katona Béla (1994) főiskolai tanár, irodalomtörténész
- Kujbusné Dr. Mecsei Éva (2020) levéltáros,
- Dr. Loós Tibor (1993) tüdőgyógyász, gyermekgyógyász
- Lukácskó András (1997) református lelkész
- Dr. Makláry Elek (2005) osztályvezető főorvos
- Dr. prof. Mohácsi László (1999) urológus
- Pécsi Ildikó (2004) színművésznő
- Scholtz Béla (1995) műszaki tervező
- Szabó Dénes (1992) pedagógus, karnagy
- Dr. Szabó Géza (2013) történész, főiskolai tanár
- Dr. Szabó Gyula (2003), érsebész és általános sebész, "énekes doktor"
- Szilágyi József (1991) 1956-os forradalom mártírja
- Tarcai Zoltán (1990) főiskolai tanár
- Tomasovszki András (1991) 1956-os forradalom mártírja
- Dr. Vágvölgyi János (2007) kórházigazgató